# Masato Hirano
Masato Hirano (平野正人, Hirano Masato; nascido em 16 de novembro de 1955[carece de fontes?] em Iwate-Gun) é um dublador japonês que emprestou sua voz a diversos personagens de anime.

## Filmografia
- Em Slayers ele é conhecido como a voz de Demia e Zolf.
- Em Dragon Ball Z ele é conhecido como a voz de Naise e outros personagens.
- Em One Piece ele interpretou Gorousei #5.
- Em Dragon Ball como Lobo-Homem.